# Ременовиль
Ременови́ль (фр. Remenoville) — коммуна во французском департаменте Мёрт и Мозель региона Лотарингия. Относится к кантону Жербевиллер.	

## География
Ременовиль расположен в 34 км к юго-востоку от Нанси. Соседние коммуны: Одонвиль и Жербевиллер на северо-востоке, Серанвиль на востоке, Маттексе на юго-востоке, Жиривиллер и Веннезе на юге, Розельёр на юго-западе, Моривиллер на северо-западе.

## История
- Следы франкской культуры.
- Коммуна была полностью разрушена во время Первой мировой войны 1914—1918 годов.

## Демография
Население коммуны на 2010 год составляло 156 человек.
| 1962 | 1968 | 1975 | 1982 | 1990 | 1999 | 2010 |
| ---- | ---- | ---- | ---- | ---- | ---- | ---- |
| 122  | 103  | 109  | 121  | 163  | 154  | 156  |